# 福沃海峡

圖中標示「Foveaux Strait」位置即福沃海峡。

福沃海峡（英語：Foveaux Strait）位于新西兰南岛南端与斯图尔特岛之间的海峡。宽约30公里。南岛城市布拉夫在海峡北岸。沟通塔斯曼海与太平洋。